# Neu (Familienname)
Neu ist ein deutscher Familienname.

## Herkunft und Bedeutung
Neu ist ein Übername zu mittelhochdeutsch niuwe, das übersetzt neu für den Neusiedler bedeutet. Die erste Erwähnung fand im Jahr 1300 statt („Irmingard dicta Niuwin zu Markgröningen“). Mit etwa 7735 Personen, die in Deutschland leben, ist Neu der 490. häufigste Name. Eine Häufung ist dabei in Bayern, Nordrhein-Westfalen, Rheinland-Pfalz sowie im Saarland zu erkennen. Varianten des Namens sind Nei, New und Ney.

## Namensträger
- Alexander Neu (* 1969), deutscher Politiker (Die Linke)
- Alfred Neu (1871–1969), deutscher Jurist und Politiker (SPD, SED)
- Andrea Neu (* 1990), US-amerikanische Schönheitskönigin
- Andreas von Neu (1734–1803), österreichischer Feldmarschall-Leutnant, Freiherr
- Andreas von Neu (Generalmajor) (1787–1840), österreichischer Generalmajor und Brigadier in Laibach
- Anne Neu, US-amerikanische Politikerin
- Anton Wilhelm Neu (1879–1949), deutscher Maler und Zeichner
- Arthur A. Neu (1933–2015), US-amerikanischer Politiker
- Barbara Maria Neu (* 1993), österreichische Klarinettistin und Performancekünstlerin
- Bobby Neu (1917–1971), US-amerikanischer Basketballspieler
- Christine Schnell-Neu (* 1950), deutsche Hörspielsprecherin und Schauspielerin, siehe Christine Schnell
- Claudia Neu (* 1967), deutsche Soziologin und Hochschullehrerin
- Erich Neu (1936–1999), deutscher Hochschullehrer und Sprachforscher (Hethitologie, Indogermanistik)
- Gábor Neu (* 1981), ungarischer Judoka
- Heike Neu (* 1965), deutsche Ruderin
- Hein-Direck Neu (1944–2017), deutscher Diskuswerfer
- Heinrich Neu (1906–1976), deutscher Historiker und Hochschullehrer
- Herbert Neu (1921–1995), deutscher Politiker (FDP)
- Hubert Neu (* 1953), deutscher Fußballtrainer
- Irmela Neu, deutsche Romanistin und Hochschullehrerin
- Jim Neu (1943–2010), US-amerikanischer Bühnenautor
- Johann Christian Neu (1668–1720), deutscher Professor der Geschichte und Philologie sowie Rektor an der Universität Tübingen
- Ludwig Neu (1849–1896), deutscher Architekt
- Ludwig Neu (1891–1976), deutscher Landrat
- Matthias Neu (* 1960), deutscher Betriebswirt und Hochschullehrer
- Matthias Alexander Neu (* 1974), deutscher Illusionist und Zauberkünstler, siehe Marc & Alex
- Maximilian Neu (1877–1940), deutscher Gynäkologe und Hochschullehrer
- Mike Neu (* 1978), US-amerikanischer Baseballspieler
- Otto Neu (1894–1932), US-amerikanischer Baseballspieler
- Paul Neu (1881–1940), deutscher Künstler
- Paul Neu (Wrestler) (* 1966), US-amerikanischer Wrestler
- Peter Neu (* 1935), Historiker, Lehrer und Stadtarchivar
- Rainer Neu (* 1950), deutscher Theologe
- Renate Neu, deutsche Ruderin
- Roswitha Neu-Kock (* 1946), deutsche Kunsthistorikerin
- Rudolf Neu (* 1961), deutscher Physiker
- Sabine Engleitner-Neu (* 1968), österreichische Politikerin, Landtagsabgeordnete von Oberösterreich, Diplomsozialarbeiterin
- Sonsee Neu (* 1973), deutsche Schauspielerin
- Steffi Neu (* 1971), deutsche Radiomoderatorin
- Theodor Neu (1810–1854), deutscher Maler, Zeichner und Lithograf
- Till Neu (* 1943), deutscher Maler
- Viola Neu (* 1964), deutsche Politologin
- Walter Neu (* 1959), deutscher Physiker und  Hochschullehrer